# Pseudorubellia
Pseudorubellia is een geslacht van rechtvleugeligen uit de familie Pyrgomorphidae. De wetenschappelijke naam van dit geslacht is voor het eerst geldig gepubliceerd in 1963 door Dirsh.

## Soorten
Het geslacht Pseudorubellia omvat de volgende soorten:
- Pseudorubellia brancsiki Bolívar, 1904
- Pseudorubellia thoracica Dirsh, 1963